# Лаврик, Семён Андреевич
Семён Андре́евич Ла́врик (1901, Полтавская губерния — 1987, Москва) — советский военачальник, в годы Великой Отечественной войны начальник штаба ВВС Закавказского фронта, начальник штаба 13-й и 10-й воздушных армий (1941—1945), начальник штаба Московского округа ПВО (1955—1957), заместитель начальника Военной командной академии ПВО, генерал-лейтенант авиации.

## Биография
Родился в 1902 году в селе Хомутец Миргородского уезда Полтавской губернии (ныне — Миргородского района Полтавской области Украины). Украинец.
На военной службе в Красной Армии с 1919 (по другим данным — 1920) года. Участвовал в Гражданской войне на Южном фронте. В 1920 году вступил в РКП(б).
С 1921 года служил на должностях офицерского состава. Стал военным лётчиком. Служил начальником штаба ВВС 7-й армии Ленинградского военного округа. Участник советско-финской войны 1939—1940 годов. За образцовое выполнение боевых заданий командования награждён орденом Ленина.
С 1940 года — начальник штаба ВВС Закавказского военного округа (ЗакВО), а с июня 1941 года — начальник штаба ВВС Закавказского фронта (в январе — мае 1942 года — ЗакВО). Участник Великой Отечественной войны и войны с Японией. С 10 июля 1944 по 25 марта 1945 года — начальник штаба 13-й воздушной армии Ленинградского фронта. С марта 1945 года — начальник штаба 10-й воздушной армии Дальневосточного и 2-го Дальневосточного фронтов.
После войны служил на штабных должностях в Военно-воздушных силах и Войсках противовоздушной обороны СССР. В октябре 1955 — апреле 1957 года — начальник штаба Московского округа ПВО. С 1957 года — заместитель начальника Военной командной академии ПВО (ныне — Военная академия воздушно-космической обороны имени Маршала Советского Союза Г. К. Жукова) в городе Калинин (ныне — Тверь).
В 1960-х годах генерал-лейтенант авиации С. А. Лаврик вышел в отставку. Жил в Москве. Умер в марте 1987 года. Похоронен в Москве на Кунцевском кладбище.

## Воинские звания
- комбриг (21.03.1940);
- полковник (январь 1943);
- генерал-майор авиации (03.02.1943);
- генерал-лейтенант авиации (01.03.1946).

## Награды
- 2 ордена Ленина (в том числе 21.03.1940[1]; 1945)
- 3 ордена Красного Знамени (в том числе 19.08.1944[2]; 03.11.1944; 1950)
- орден Суворова 2-й степени (27.08.1945[3])
- орден Кутузова 2-й степени (05.10.1944[4])
- орден Отечественной войны 1-й степени (11.03.1985)[5]
- орден Красной Звезды (13.12.1942[6])
- медали СССР, в том числе «За оборону Кавказа»[7]).